# Artediellus uncinatus
Artediellus uncinatus és una espècie de peix pertanyent a la família dels còtids.

## Descripció
- El mascle fa 10 cm de llargària màxima i la femella 7,8.
- Aleta caudal arrodonida.[6]

## Alimentació
Menja invertebrats.

## Depredadors
Als Estats Units és depredat pel brosmi (Brosme brosme).

## Hàbitat
És un peix marí, demersal i de clima polar (84°N-42°N) que viu entre 13 i 598 m de fondària (normalment, entre 13 i 183).

## Distribució geogràfica
Es troba als Estats Units (incloent-hi Alaska), el Canadà i Groenlàndia.

## Costums
És bentònic.

## Observacions
És inofensiu per als humans.